# Rhanidophora aurantiaca
Rhanidophora aurantiaca är en fjärilsart som beskrevs av George Francis Hampson 1902. Rhanidophora aurantiaca ingår i släktet Rhanidophora och familjen nattflyn. Inga underarter finns listade.